# Its Alive
Its Alive (ibland skrivet It's Alive) var ett svenskt hårdrockband som bildades i Stockholm 1985.
Its Alive var med i Rock-SM 1988. 1991 erbjöd Dave Constable på Megarock Records bandet att spela in en demo-cd. Flera rockmagasin gillade bandet och de gjorde en turné i Tyskland och Schweiz. Ett par år senare fick de skivkontrakt. Då de träffade producenten Denniz Pop på Cheironstudion tyckte denne att han skulle ge Its Alive en chans att spela in en skiva. 
Its Alive spelade in i Cheironstudion i Stockholm. Albumet Earthquake Visions släpptes i 30 länder men såldes i bara 30 000 exemplar. 1995 ersatte Anders Jansson Max Martin (då Martin White) och under cirka ett år jobbade bandet hårt för att förnya sitt skivkontrakt och skriva nytt material. Låtmaterialet var inte intressant för skivbolagen då de mest signade band i eurodancestil, som Herbie, E-type eller Ace of Base. Its Alive upphörde som grupp 1995.

## Medlemmar
- Martin White / Max Martin (Martin Sandberg) – sång
- Per Aldeheim – gitarr
- Kim / Joachim (Jocke) Björkegren – gitarr
- John Rosth – keyboard
- Gus (Anders Gustafsson) – trummor
- Peter Kahm – basgitarr
- Per Ahlström – basgitarr (1994–1995)
- Anders Jansson – sång (ersatte Martin White 1995)

## Diskografi
Studioalbum
- 1991 – Its Alive (Megarock Records)
- 1993 – Earthquake Visions (Music for Nations)

Singlar
- 1992 – "Metalapolis" / "Face to Face" / "Funky Time" (Active Records)
- 1993 – "Sing This Blues" / "Damnation" / "Sing This Blues (Powerfailure version)" (Cheiron)
- 1993 – "Pretend I'm God" / "Play That Funky Music" (Cheiron)

Annat
- 1988 – "Time Waits For No One" / "You" (demo)
- 1993 – "News From The Swedish Rock Scene" (delad promo Maxi-singel med Red Fun) (Cheiron)